# 保罗·阿特伍德
保罗·阿特伍德（英語：Paul Attwood，1969年12月13日—），英国男子雪车运动员。他曾代表英国参加1998年和2002年冬季奥林匹克运动会雪车比赛，其中1998年冬季奥运会获得一枚铜牌。